# Pae Gil-su
Pae Gil-su (Koreaans: 배길수) (Pyongyang, 4 maart 1972) is een Noord-Koreaans turner. 
Pae won tijdens de Olympische Zomerspelen 1992 gedeeld met Vitali Tsjerbo de gouden medaille op het paard voltige.
Pae werd in 1992, 1993 en 1996 wereldkampioen op het paard voltige.

## Resultaten

### Olympische Zomerspelen
| Jaar | Plaats    | Resultaten                              |
| ---- | --------- | --------------------------------------- |
| 1992 | Barcelona | op het paard voltige 29e in de meerkamp |
| 1996 | Atlanta   | kwalificatie                            |
| 2000 | Sydney    | 5e op het paard voltige                 |

### Wereldkampioenschappen turnen
| Jaar | Plaats     | Resultaten           |
| ---- | ---------- | -------------------- |
| 1992 | Parijs     | op het paard voltige |
| 1993 | Birmingham | op het paard voltige |
| 1996 | San Juan   | op het paard voltige |
| 1997 | Lausanne   | op het paard voltige |

1896: Louis Zutter ·
1904: Anton Heida ·
1924: Josef Wilhelm ·
1928: Hermann Hänggi ·
1932: István Pelle ·
1936: Konrad Frey ·
1948: Paavo Aaltonen, Veikko Huhtanen, Heikki Savolainen ·
1952: Viktor Tsjoekarin ·
1956: Boris Sjachlin ·
1960: Eugen Ekman, Boris Sjachlin ·
1964: Miroslav Cerar ·
1968: Miroslav Cerar ·
1972: Viktor Klimenko ·
1976: Zoltán Magyar ·
1980: Zoltán Magyar ·
1984: Li Ning, Peter Vidmar ·
1988: Dmitri Bilozertsjev, Zsolt Borkai, Ljoebomir Geraskov ·
1992: Pae Gil-su, Vitali Tsjerbo ·
1996: Donghua Li ·
2000: Marius Urzică ·
2004: Teng Haibin ·
2008: Xiao Qin · 
2012: Krisztián Berki · 
2016: Max Whitlock · 
2020: Max Whitlock · 
2024: Rhys McClenaghan